# Hajdúhadház
Hajdúhadház är en mindre stad i Ungern med 12 681 invånare (2019).

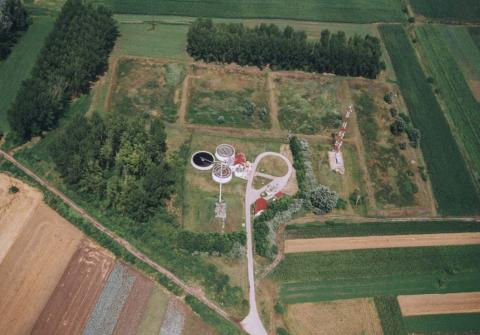
Avloppsreningsverket i Hajdúhadház.